# Friedrich de la Motte Fouqué

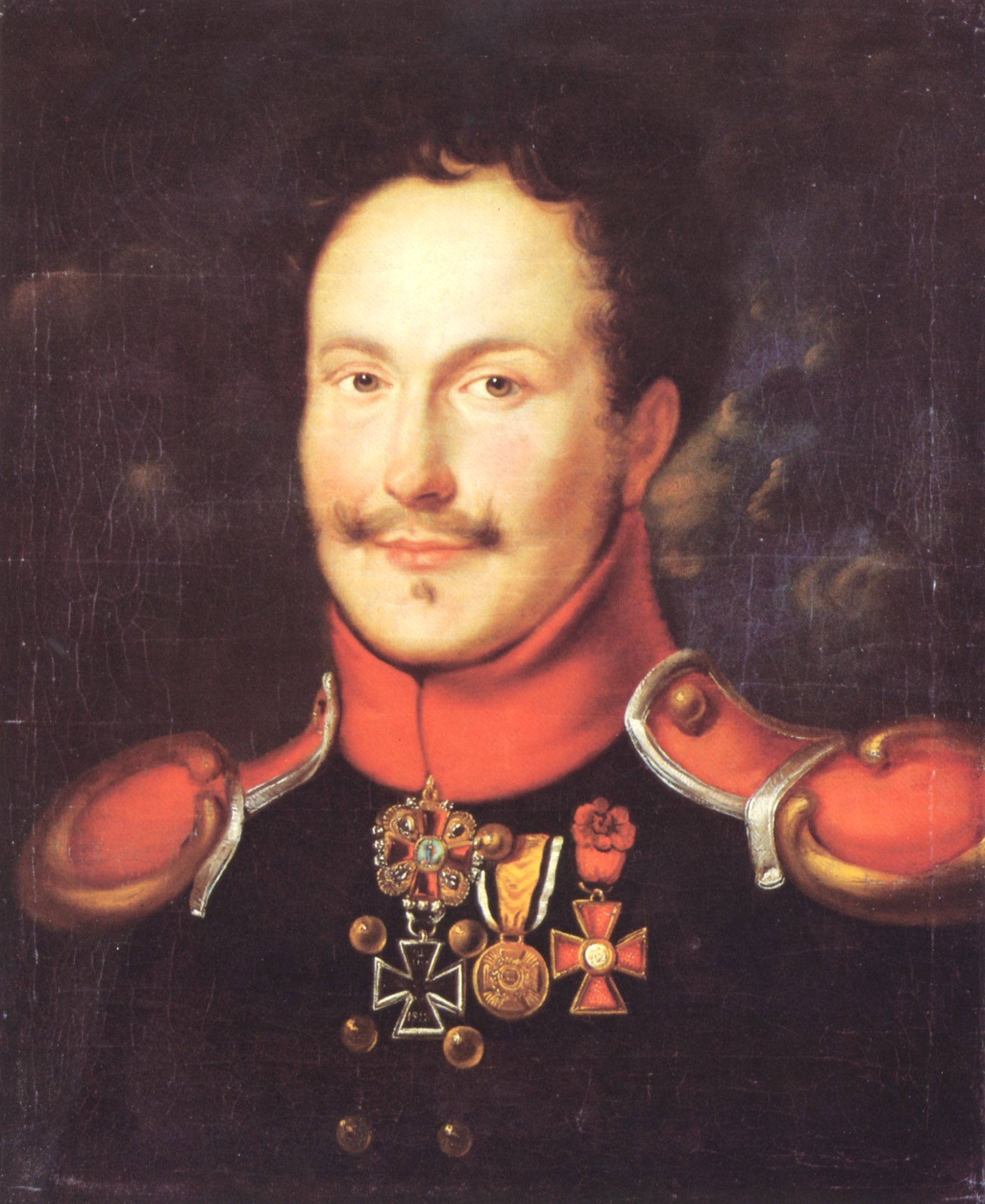
Friedrich de la Motte Fouqué

Heinrich Friedrich Karl de la Motte Fouqué, född 12 februari 1777, död 23 januari 1843, var en tysk författare.
Fouqué deltog i Rhenfälttåget 1794 och i frihetskriget 1813 samt levde efter 1815 med majors avsked på sitt gods Nennhausen vid Rathenow. Fouqüé debuterade med Dramatische Spiele (1804), strax därpå följde diktsamlingen Romanzen vom Thale Ronceval (1805) och romanerna Historie vom elden Ritter Galmy (1806) och Alwin (1808), i vilka nordiska sagor och sentimental riddarromantik sammanvänts till en fantastisk värld. Hans främsta verk är Undine (1811, flera svenska översättningar), vilken inspirerade E.T.A. Hoffmann och G. A. Lortzing till sina operor. Fouqué utvecklade under årens lopp en stor produktivitet. Bland hans dramer märks trilogin Der Held des Nordens (1810), den första moderna tyska dramatiseringen av nibelungenlied. Från 1820 avmattades hans diktarkraft. Av Fredrik Vilhelm IV kallades han, rojalist och reaktionär som han var, till Berlin, där han 1840-1842 utgav Zeitung für den deutschen Adel. En Lebensgeschichte, behandlande Fouqués liv fram till 1813 utkom 1840. Hans popularitet var under 1810-talet betydlig, men avtog på grund av hans brist på djupare originalitet och brist på utveckling i författarskapet. Fouqués Ausgewählte Werke utkom i tolv band 1841.
Romanen Undine inspirerade även Maurice Ravel till ett ofta spelat pianostycke.
Han avled 1843 och begravdes på Alter Garnisonfriedhof i Berlin, där graven idag finns bevarad.

## Svenska översättningar
- Smärre romaner af Friedrich baron de la Motte Fouqué (anonym översättning, Stockholm, 1816)
- Romantiska berättelser (anonym översättning, Stockholm, 1816)
- Galg-ungen: en galgfågels historia (anonym översättning, Stockholm, 1816)
- Dödsförbundet (översättning Bengt Johan Törneblad, Stockholm, 1816)
- Eginhard och Emma: romantisk händelse wid Carl den stores hof (Eginshard und Emma) (översättning Georg Scheutz, Stockholm, 1817)
- Undina: en saga (Undine) (översättning Adolf Regnér, Stockholm, 1819)
- Undine, en berättelse (Undine) (översättning Bengt Johan Törneblad, Stockholm, 1819)
- Svärdet och ormarna: en saga i åtta kapitel (anonym översättning, Fahlun, 1821)
- Carl den store, eller Natten i skogen: dramatiserad saga (översättning Carl Adolf Hedlund, Stockholm, 1821)
- Isländaren Thiodolfs härfärder: riddar-roman (översättning Christopher Fredric Bernhard Plagemann, Linköping, 1823)
- Historierna om Rübezahl: skämtsam berättelse (anonym översättning, Stockholm, 1824)
- Historien om de tre porträtterna (anonym översättning, Stockholm, 1824)
- Undine (ny bearbetning av Fortunatus, Viborg, 1851)
- En natt i skogen: saga (öfvers. från tyskan af Sigurd Tern [pseud. för A. L. Torpadie], Kalmar: J. A. Almqvist, 1867)
- Den mystiska ringen (fri öfversättning och bearbetning af E. F. L., Stockholm, 1881)
- Romantiska sagor (berättade för ungdomen af Hugo Gyllander, Bonnier, 1903) [Innehåller bland annat Undine]
- Undine: en berättelse (översättning Gösta Montelin, 1929)
- Undine (översättning Siri Stern, Hastur, 2012)